# Moutier-d’Ahun

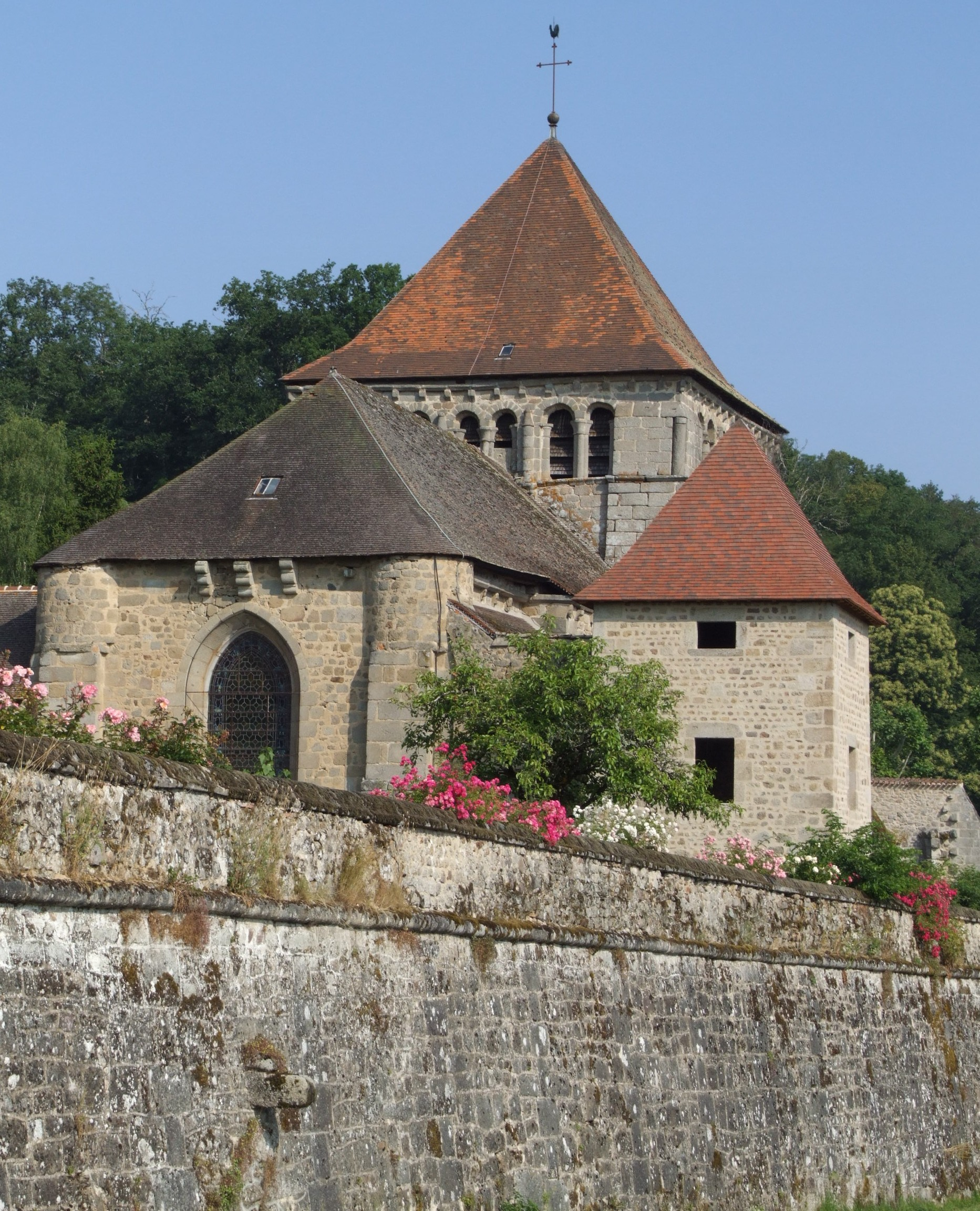
Opactwo w Moutier-d’Ahun (2011)

Moutier-d’Ahun – miejscowość i gmina we Francji, w regionie Nowa Akwitania, w departamencie Creuse. Nazwa miejscowości pochodzi słowa monasterium („świątynia”) przekształconego na gruncie języka oksytańskiego.
Według danych na rok 1990 gminę zamieszkiwało 195 osób, a gęstość zaludnienia wynosiła 20 osób/km² (wśród 747 gmin Limousin Moutier-d’Ahun plasuje się na 436. miejscu pod względem liczby ludności, natomiast pod względem powierzchni na miejscu 561.).

## Populacja

Populacja Moutier-d’Ahun w latach 1962–2008